# Cantó de Schœlcher-2
El cantó de Schœlcher-2 és una divisió administrativa francesa situat al departament de Martinica a la regió de Martinica.

## Composició
El cantó comprèn una fracció de la comuna de Schœlcher.

## Administració
| Període                                  | Identitat            | Partit             | Qualitat |
| ---------------------------------------- | -------------------- | ------------------ | -------- |
| 2008-2014                                | Luc-Louison Clémente | Vivre à Schoelcher |          |
| Les dades anteriors no són pas conegudes |                      |                    |          |